# Naturbahnrodel-Juniorenweltmeisterschaft 1999
Die 2. FIL-Naturbahnrodel-Juniorenweltmeisterschaft fand vom 29. bis 31. Januar 1999 in Hüttau in Österreich statt.

## Technische Daten der Naturrodelbahn
| Start                  | 1159 m ü. A. |
| Ziel                   | 1038 m ü. A. |
| Höhendifferenz         | 0.121 m      |
| Durchschnittl. Gefälle | 0.013,5 %    |
| Länge                  | 0.893 m      |

## Einsitzer Herren
| Platz | Name             | Zeit        |
| ----- | ---------------- | ----------- |
| 01    | Gerald Kallan    | 3:23,07 min |
| 02    | David Mair       | + 4,02 s    |
| 03    | Gernot Schwab    | + 4,48 s    |
| 04    | Elmar Leitner    | + 5,08 s    |
| 05    | Robi Kalisnik    | + 5,28 s    |
| 06    | Christoph Wagner | + 5,97 s    |
| 07    | Rainer Jud       | + 5,98 s    |
| 08    | Andreas Gruber   | + 6,89 s    |
| 09    | Borut Kralj      | + 7,70 s    |
| 10    | Joachim Schöpf   | + 7,75 s    |

33 von 35 gemeldeten Rodlern nahmen am Wettkampf teil. 31 von ihnen erreichten das Ziel.

## Einsitzer Damen
| Platz | Name                   | Zeit        |
| ----- | ---------------------- | ----------- |
| 01    | Jekaterina Lawrentjewa | 3:28,59 min |
| 02    | Erna Schweigl          | + 1,01 s    |
| 03    | Petra Untermarzoner    | + 2,52 s    |
| 04    | Marlies Wagner         | + 2,88 s    |
| 05    | Beate Fasching         | + 3,25 s    |
| 06    | Petra Steinacher       | + 4,09 s    |
| 07    | Renate Gietl           | + 5,27 s    |
| 08    | Stefanie Lexer         | + 5,90 s    |
| 09    | Ewelina Żurek          | + 7,42 s    |
| 10    | Magdalena Hula         | + 8,19 s    |

Alle 15 gestarteten Rodlerinnen kamen in die Wertung.

## Doppelsitzer
| Platz | Name                                 | Zeit        |
| ----- | ------------------------------------ | ----------- |
| 1     | Joachim Schöpf – Gerald Kammerlander | 2:22,89 min |
| 2     | Rainer Jud – David Mair              | + 01,12 s   |
| 3     | Wolfgang Schopf – Andreas Schopf     | + 01,91 s   |
| 4     | Robi Kalisnik – Borut Kralj          | + 03,32 s   |
| 5     | Thomas Graf – Michael Graf           | + 04,25 s   |
| 6     | Denis Alimow – Roman Molwistow       | + 15,81 s   |

Von sieben gestarteten Doppelsitzerpaaren erreichten sechs das Ziel.

## Medaillenspiegel
| Platz | Land       | Gold | Silber | Bronze | Gesamt |
| ----- | ---------- | ---- | ------ | ------ | ------ |
| 1.    | Österreich | 2    | —      | 2      | 4      |
| 2.    | Russland   | 1    | —      | —      | 1      |
| 3.    | Italien    | —    | 3      | 1      | 4      |